# Theodor Bilharz

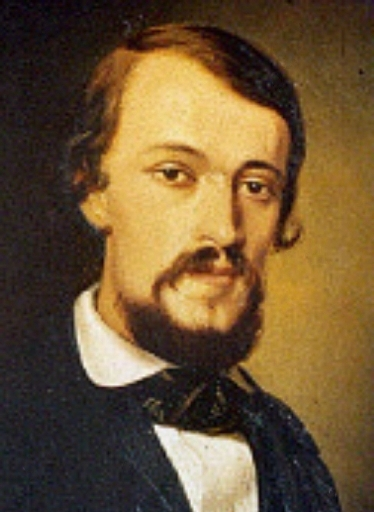
Theodor Bilharz

Theodor Maximilian Bilharz (* 23. März 1825 in Sigmaringen; † 9. Mai 1862 in Kairo, Ägypten) war ein deutscher Mediziner, Arzt und Naturwissenschaftler.

## Leben
Theodor Maximilian Bilharz war Sohn des Sigmaringer Hofkammerrats Joseph Anton Bilharz, der 1788 im katholischen Herbolzheim im Breisgau geboren wurde. Die Mutter Elsa Fehr stammte aus dem schweizerischen Thurgau und war eine überzeugte Zwinglianerin. Sein jüngerer Bruder Alfons Bilharz trat in die Fußstapfen des älteren Bruders und übernahm nach seinem 13-jährigen Aufenthalt in Nordamerika die Stelle des ärztlichen Direktors des Fürst-Carl-Landesspitals in Sigmaringen.
Schon als Schüler interessierte sich Theodor Bilharz für die Natur, betrieb schon früh entomologische Studien und hatte auch ein kleines Naturalienkabinett sowie eine Schmetterlingssammlung. Angeregt durch einen Schweizer Onkel, der ihm Bücher und exotische Sammelstücke überließ, wurde sein Forschertrieb bekräftigt. Er besuchte das Fürstlich Hohenzollern-Sigmaringensche Gymnasium und absolvierte von 1844 an ein zweijähriges Studium der Medizin an der Universität Freiburg im Breisgau, wo Friedrich Arnold sein erster einflussreicher Lehrer war. Arnold, schrieb Bilharz später, habe ihm „das Grubenlicht der anatomischen Forschung entzündet“. Neben der Medizin studierte er alles, was ihn interessierte: Philosophie, Ethik, deutsche Sprache, Literaturgeschichte, Archäologie, antike Kunstgeschichte, klassische Philologie, Botanik, Anatomie und Anthropologie. Von 1845 bis 1849 studierte er an der Universität Tübingen. Dort hörte er unter anderem Botanik bei Hugo von Mohl, Innere Medizin und Pathologie bei Carl Reinhold August Wunderlich, Chirurgie bei Victor von Bruns sowie Frauenheilkunde bei Franz Xaver Breit. 1847 wurde seine Abhandlung über das Blut wirbelloser Tiere mit einem Preis ausgezeichnet.
Es folgte die medizinische Staatsprüfung, die er 1849 in Sigmaringen ablegte; anschließend studierte er wiederum in Freiburg, wo er über die vergleichende Anatomie wirbelloser Tiere bei Carl von Siebold arbeitete. Er wurde 1850 in Tübingen zum Dr. med. promoviert.
Im Jahre 1850 folgte er dem zum Direktor des ägyptischen Medizinalwesens berufenen Wilhelm Griesinger als Assistent nach Kairo und wurde dort später Chefarzt an verschiedenen Krankenhäusern. Weiter lehrte er an der Medizinischen Hochschule Kairo und wurde dort 1855 zum Professor der Anatomie und zum Major ernannt.
Im März 1862 begleitete er Herzog Ernst II. von Sachsen-Coburg und Gotha bei dessen Ägyptenreise und behandelte dabei dessen an Typhus erkrankte Frau Alexandrine von Baden. Dabei infizierte er sich selbst und starb einige Wochen später in Kairo. Andere Quellen benennen Massaua/Eritrea als Sterbeort.
In seiner Heimatstadt Sigmaringen sind eine Schule und eine Apotheke nach dem Mediziner benannt. Auch der Mondkrater Bilharz ist nach ihm benannt.

## Forschung

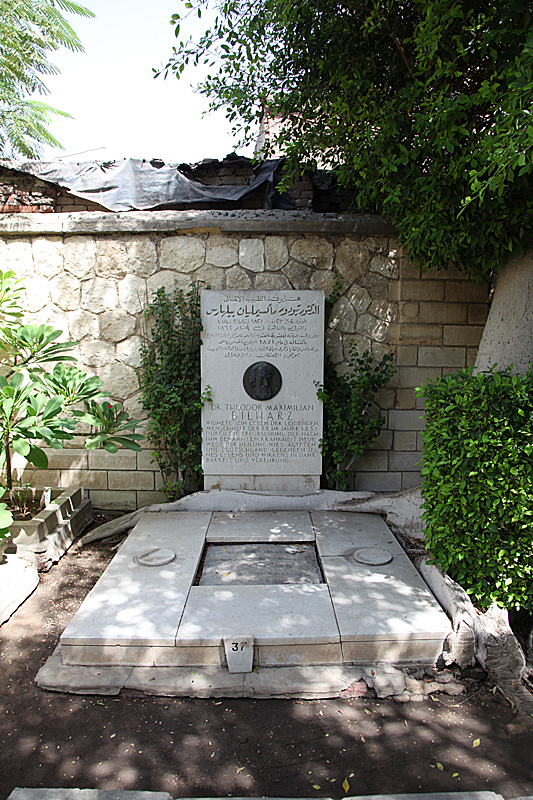
Grab von Bilharz auf der Deutschen Kriegsgräberstätte Alt-Kairo

Große wissenschaftliche Verdienste erwarb sich Bilharz als Helminthologe (Erforscher von Wurmkrankheiten). So beschreibt er 1851 in brieflichen Mitteilungen Distomum haematobium, einen Wurm, dessen Eier er im Urin von Patienten und dessen Larven im Nilwasser nachgewiesen hat. Der Berliner Anatom Heinrich Meckel nannte 1856 diese Art dem Entdecker zu Ehren Bilharzia haematobium (heute Schistosoma haematobium).
In der Folge wurde das Krankheitsbild der damals in Afrika weit verbreiteten Blutharnruhr als „Bilharziose“ bezeichnet. Durch seine Entdeckung wurde es erstmals möglich, die Krankheit nach ihrem Ausbruch erfolgreich zu behandeln. Während des Ersten Weltkriegs wurde der Begriff im Zuge der politisch bedingten Säuberung der englischen Sprache von deutschen Lehnwörtern und Namen durch die Bezeichnung Schistosomiasis ersetzt, die Gattungsbezeichnung Bilharzia wurde durch den 1858 von David Friedrich Weinland eingeführten Gattungsnamen Schistosoma verdrängt. Der Erreger der urogenitalen Schistosomiasis heißt heute Schistosoma haematobium. Dieser Sprachregelung hat sich die deutschsprachige Medizin nach dem Zweiten Weltkrieg mit Blick auf die unausweichliche Internationalisierung der Fachterminologie angeschlossen.
1857 verfasste Bilharz ein viel beachtetes Werk über das „elektrische Organ“ sowie die Nerven- und Ganglienzellen  des Zitterwelses. Diese Beschreibungen begeisterten den Berliner Mediziner Emil Du Bois-Reymond und gaben der jungen Elektrophysiologie wichtige Impulse. In Ägypten unternahm Bilharz daneben Forschungsreisen, bei denen er unter anderem einen Afrikanischen Salmler als neue Art beschrieb (heute gültig als Brycinus macrolepidotus Valenciennes, 1849).

## Schriften
- Alestes macrolepidotus, ein neuer Nilfisch. In: Sitzungsberichte der Mathematisch-Naturwissenschaftlichen Classe der Kaiserlichen Akademie der Wissenschaften (Wien). 9 (1852), S. 169–172.
- Das electrische Organ des Zitterwelses, anatomisch beschrieben von Theodor Bilharz. Engelmann, Leipzig 1857.